# Muscicapa aquatica
A Muscicapa aquatica a madarak osztályának a verébalakúak (Passeriformes) rendjéhez és a  légykapófélék (Muscicapidae) családjához tartozó faj.

## Rendszerezése
A fajt Theodor von Heuglin német utazó és ornitológus írta le  1864-ben.

## Alfajai
- Muscicapa aquatica aquatica Heuglin, 1864
- Muscicapa aquatica grimwoodi Chapin, 1952
- Muscicapa aquatica infulata Hartlaub, 1881
- Muscicapa aquatica lualabae (Chapin, 1932)[2]

## Előfordulása
Afrikában, Benin, Bissau-Guinea, Burkina Faso, Burundi, Csád, Kamerun, Elefántcsontpart, a Kongói Demokratikus Köztársaság, a Közép-afrikai Köztársaság,  Gambia, Ghána, Kenya, Mali, Niger, Nigéria, Ruanda, Szenegál, Szudán, Tanzánia, Togo, Uganda és Zambia területén honos. 
Természetes élőhelyei a trópusi és szubtrópusi füves puszták és cserjések, mocsarak, tavak, folyók és patakok környékén. Állandó, nem vonuló faj.

## Megjelenése
Testhossza 13 centiméter, testtömege 10–12,5 gramm.

## Életmódja
Rovarokkal táplálkozik.

## Természetvédelmi helyzete
Az elterjedési területe rendkívül nagy, egyedszáma pedig stabil. A Természetvédelmi Világszövetség Vörös listáján nem fenyegetett fajként szerepel.